# Seututie 194
Pour les articles homonymes, voir Route 194.
La route régionale 194 (finnois : Seututie 194) ou route Y (finnois : Y-tie) est une route régionale allant de Pyhe à Mynämäki jusqu'à Lokalahti à Uusikaupunki en Finlande,,.

## Présentation
La seututie 194 est une route régionale de Finlande-Propre.
La route Y est bordée de champs et de nombreuses parcelles forestières, et Himoinen surplombe la baie Vehmassalmi.
Le nom Y-tie vient de la forme de la bifurcation des routes régionales 196 et 194 dans cette section de la route qui va à Taivassalo.